# François Achille Bazaine
François Achille Bazaine, född den 13 februari 1811 i Versailles, död den 23 september 1888 i Madrid, var en fransk militär.
Bazaine var officer vid främlingslegionen 1833, blev överste 1850, brigadgeneral 1854 och slutligen marskalk av Frankrike 1864. Under första delen av sin officerstid tjänstgjorde Bazaine huvudsakligen i Algeriet och även i Spanien, där han stred mot karlisterna. Under Krimkriget utmärkte han sig som brigadchef vid Sevastopol med flera ställen och deltog även med utmärkelse som fördelningschef i 1859 års fälttåg. År 1863 erhöll Bazaine befälet över den franska invasionsarmén i Mexiko, där han sökte vinna demokratpartiet för sina syften. Gentemot kejsar Maximilian verkar Bazaine ha spelat en tvetydig roll och anses i hög grad ha haft monarkens olyckliga slut på sitt samvete. Sedan han 1867 återfört de franska trupperna till Frankrike, blev han vid krigsutbrottet 1870 först chef för 3:e armékåren och sedermera 12 augusti överbefälhavare över Rhenarmén. Genom slagen vid Vionville och Gravelotte instängdes denna i Metz, där Bazaine endast gjorde svaga och misslyckade försök att bryta sig ut, bland annat vid Noisseville 30 augusti–1 september. Slutligen kapitulerade han 27 oktober med hela sin styrka om 180 000 man. Efter kriget slut ställdes han 1872 inför krigsrätt, som enhälligt dömde honom för förräderi till degradering och döden, men straffet nedsattes av president Mac-Mahon till 20 års fängelse. Bazaine insattes på fästningen Sainte-Marguerite i Medelhavet utanför Cannes, men han lyckades rymma därifrån 1874 och levde därefter i obemärkthet i Spanien. Bland hans litterära arbeten märks L'armée du Rhin depuis le 12 août jusqu'au 29 octobre et le blocus de Metz (1883).

## Utmärkelser
- Storkors av Hederslegionen
- Storkors av Leopoldorden
- Militär tapperhetsmedalj i silver
- Karl III:s orden
- Isabella den katolskas orden
- Companion av Bathorden
- Riddare med storkors av Savojens militärorden
- Storkors av Sankt Ferdinands orden
- Jubileumsmedalj för 1859 års italienska kampanj
- Marskalk av Frankrike
- Médaille militaire
- Första graden av Lejon- och solorden

[Redigera Wikidata]